# Picada Gobernador López
Picada Gobernador López är en ort i Argentina.   Den ligger i provinsen Misiones, i den nordöstra delen av landet, 800 km norr om huvudstaden Buenos Aires. Picada Gobernador López ligger 299 meter över havet och antalet invånare är 2 256.
Terrängen runt Picada Gobernador López är platt norrut, men söderut är den kuperad. Närmaste större samhälle är Leandro N. Alem, 10,8 km nordväst om Picada Gobernador López.
I omgivningarna runt Picada Gobernador López växer huvudsakligen savannskog. Runt Picada Gobernador López är det ganska glesbefolkat, med 31 invånare per kvadratkilometer.